# 8282 Delp
A 8282 Delp (ideiglenes jelöléssel 1991 RR40) a Naprendszer kisbolygóövében található aszteroida. Freimut Börngen fedezte fel 1991. szeptember 10-én.